# Congreso del Pueblo Tártaro de Crimea
El Congreso del Pueblo Tártaro de Crimea (en tártaro de Crimea Qırımtatar Milliy Meclisi) conocido como Mejlis tártaro, es un organismo que se presenta como representante de los tártaros de Crimea, que viven en la República de Crimea (antigua República Autónoma de Crimea, en Ucrania). El primer presidente del Medzhlís, que puede traducirse como Congreso o Asamblea, fue presidido, desde 1998, por Mustafa Abdülcemil Qırımoğlu, también conocido como Mustafá Dzhemílev. Desde 2013 el cargo lo posee Refat Chubárov.

## Historia

### Antecedentes
Los tártaros de Crimea que viven en esta península son 300.000, el 12% de los 2,5 millones de habitantes de Crimea. Hablan el ucraniano, el tártaro de Crimea y el ruso. Son musulmanes suníes. Originalmente, los tártaros de Crimea eran los habitantes mayoritarios de esta región, pero durante el gobierno de Stalin, la mayoría fueron expulsados a territorios asiáticos, y los que han retornado manifiestan no ser tratados todavía en igualdad de condiciones; sin embargo, en 2010, algunos políticos de Crimea de tendencia prorrusa (los rusos son el 62% de la población), acusaron al Medzhlís de ser una organización «criminal e inconstitucional».

### Creación
El Medzhlís (o Mejlís) fue fundado en 1991 con el objetivo de que los tártaros de Crimea tuvieran una voz única ante el gobierno central de Ucrania y los organismos internacionales. El 11 de febrero de 1991 entraron a formar parte, como miembros fundadores, de la Organización de Naciones y Pueblos No Representados. El 30 de junio de ese año, 14 diputados tártaro-crimeanos elegidos democráticamente entraron a formar parte por primera vez del Consejo Supremo de Crimea, parlamento unicameral formado por cien miembros de la República Autónoma de Crimea, que pertenecía a Ucrania. El organismo fue presidido desde 1998 por Mustafa Abdülcemil Qırımoğlu.

### Crisis de Crimea
Desde octubre de 2013 asumió la presidencia Refat Chubárov, y tras el inicio de la crisis de Crimea de 2014, adoptó posturas proucranianas. El 6 de marzo el presidente del congreso tártaro crimeo anunció que los tártaros de Crimea boicotearían el referéndum sobre el estatus político de Crimea de 2014.
El 21 de abril,[¿desde cuándo?] aún en el marco de la Anexión de Crimea y Sebastopol a Rusia, el presidente ruso Vladímir Putin, aprobó iniciativas relacionadas con el reconocimiento de la población tártara en la nueva República de Crimea, con un decreto para rehabilitar a los tártaros y otras minorías de Crimea que fueron reprimidos durante el estalinismo, en la década de 1940.